# Sergej Bagapš
Sergej Bagapš (abchazsky Сергеи Уасыл-иԥа Багаԥшь, Sergej Vasyl-ipa Bagapš; 4. března 1949, Suchumi, SSSR – 29. května 2011, Moskva) byl prezidentem separatistické, mezinárodně neuznané Republiky Abcházie, která jednostranně vyhlásila svou nezávislost na Gruzii.

## Biografie
V mládí byl Bagapš členem Gruzínské basketbalové reprezentace. Vystudoval subtropické zemědělství na Gruzínské státní univerzitě v Suchumi a již během studií pracoval v podniku na zpracování vína. Později si našel práci jako člen ochranky gruzínské státní banky. Po absolvování vojny v roce 1972 začal pracovat jako předseda sovchozu a s tím přišla i funkce instruktora v zájmových kroužcích, organizovaných Komsomolem.

### Politická kariéra v Abcházii
V roce 1978 dostal v komsomolu nové pravomoci a byl zodpovědný za informování gruzínského ústředního výboru této mládežnické organizace o aktivitách abchazské větve a jejích členů. Potom za dva roky se stal prvním tajemníkem abchazské regionální organizace Komsomolu, čímž vlastně vstoupil do politiky. V roce 1982 se stal okresním tajemníkem sovětské komunistické strany v Očamčyře, kde setrval až do rozpadu SSSR. Po pádu komunismu opustil politiku a coby podnikatel reprezentoval Abcházii v Moskvě.
Jeho moskevská mise skončila v roce 1995, když si ho nový premiér jeho vlasti Gennady Gagulia, která jednostranně vyhlásila nezávislost, kterou tehdy nikdo z mezinárodního společenství neuznával, vybral za svého místopředsedu vlády. Dne 9. prosince 1995 byl na Bagapše v Suchumi spáchán atentát, kdy vyvázl s vážnými zraněními. V tu dobu totiž probíhala tvrdá jednání mezi Abcházií, Gruzií a Ruskem o statusu Abcházie a o mandátu mírových jednotek OSN, a Bagapš opakovaně navrhoval plán návratu gruzínských uprchlíků do Abcházie, čímž se dostal do opozice vůči prezidentovi Ardzinbovi.

### Premiér Abcházie
Dne 29. dubna 1997 se stal premiérem separatistické republiky, když jeho předchůdce Gennady Gagulia odstoupil z funkce ze zdravotních důvodu. Premiérem setrval až do 20. prosince 1999, kdy se v Suchumi opět odehrály bombové útoky, navíc prezident Ardzinba byl znovuzvolen prezidentem, takže bylo nutné jmenovat nového premiéra. Jeho politika již však nebyla a nemohla být tak umírněná, jako když byl ve funkci místopředsedy vlády. Jeho administrativa totiž musela řešit napjatou situaci, kdy v květnu 1998 došlo ke konfliktům na hranicí separatistické republiky s gruzínskými extrémisty usilujícími o opětovné připojení Abcházie ke Gruzii silou (někdy je tato krize nazývaná jako „šestidenní válka“).
To vedlo k vypalování stovek domů na abchazské straně a k úprku asi 30 tisíc Gruzínců z příhraničních okresů. Tato složitá situace vedla k tomu, že Tbilisi vyslalo k řece Inguri armádu, čímž ještě více vzrostlo napětí, ale to bylo krátce na to zažehnáno, když gruzínská armáda pozatýkala účastníky boje s Abcházy.
Po odstoupení z funkce premiéra na nějaký čas zmizel z politiky a stal se na léta 2000–2004 výkonným ředitelem abchazského státního elektrárenského podniku Černomorenergo. Ke konci tohoto období se pozvolna vracel do politiky a byl vnímán jako kandidát opozice do prezidentských voleb v roce 2004. Už na začátku roku 2004 se stal jedním ze tří nejvlivnějších osobností v nově založené straně Jednotná Abcházie. Po sjednocení této strany s hnutím válečných veteránů Amcachara se stal jejich společným kandidátem na prezidenta, když ho obě strany upřednostnily před jinými možnými kandidáty jako třeba před bývalým ministrem zahraničí Sergejem Šambou.

### Prezident Abcházie
Prezidentské volby Bagapš vyhrál velmi těsným výsledkem 50,3 % hlasů, což se setkalo s problémy a jak Bagapš, tak jeho hlavní protikandidát Raul Chadžimba podali protest. Abchazská volební komise totiž za vítěze původně prohlásila Chadžimbu s tím, že se Bagapš umístil až druhý daleko za vítězem, což se nezakládalo na pravdě. Abchazský nejvyšší soud proto nařídil přepočítání hlasů a vyšlo najevo, že ve skutečnosti vyhrál Bagapš s oněmi 50,3 % hlasů. Nejvyšší soud však vzal tento verdikt zpět poté, co do budovy soudu vtrhli příznivci Chadžimby. V nastalé krizi Bagapš pohrozil, že 6. prosince 2004 provede vlastní prezidentskou inauguraci bez ohledu na dění v zemi, ale rychle vzal tuto hrozbu zpět. Bagapš usedl s Chadžimbou k jednacímu stolu a výsledkem byla dohoda, že se budou volby opakovat s tím, že oba budou kandidovat společně jako symbol národní jednoty: Bagapš na prezidenta a Chadžimba na viceprezidenta.

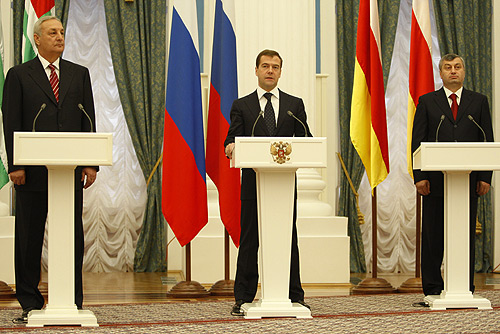
Sergej Bagapš, prezident Abcházie (vlevo), a Eduard Kokojty, prezident Jižní Osetie (vpravo), s ruským prezidentem Dmitrijem Medveděvem (uprostřed) v Kremlu 17. září 2008

12. ledna 2005 byl tedy nakonec zvolen prezidentem Abcházie s podporou 91,5 % obyvatel a o měsíc později byl slavnostně inaugurován. Jeho vláda byla po toto funkční období charakteristická stabilitou na personálním poli s minimem změn ve vládě. Ale vztahy s Gruzií vřely, neboť docházelo k provokacím z gruzínské strany (kvůli údajnému prodeji lukrativního majetku, jenž původně patřil Gruzíncům vyhnaným z Abcházie), hlavně k průnikům jejích pohraničníků do okresu Tkvarčeli a Gali, kde docházelo k přestřelkám s abchazskými vojáky s několika mrtvými, takže Bagapš nařídil po zasedání bezpečnostní rady přesunout část abchazské armády k hranicím s Gruzií. V roce 2008 se jeho vláda zapojila do rusko-gruzínského konfliktu o Jižní Osetii, když označil gruzínský útok za genocidu osetinského národa. Abcházie se od Ruska a dalších zemí konečně dočkala částečně mezinárodního uznání, ovšem mezinárodní společenství stále uznávalo Abcházii jako nedílnou součást Gruzie, proti čemuž Bagapš v dubnu 2009 kontroval prohlášením, že by si zejména Evropská unie měla uvědomit, že je nezávislost Abcházie vyřešena jednou provždy, ale okamžité uznání od ostatních států světa žádat nebude a připomněl případ mezinárodního uznání Kosova. Bezpečnostní situace byla po válce o Jižní Osetii stále napjatá a kvůli pokračujícím provokacím z konce října 2008 ze strany Gruzie vydal Bagapš příkaz, aby bezpečnostní složky adekvátně zasáhly, přičemž prohlásil, že Gruzie rozpoutala teroristické akce na území Abcházie a obvinil Evropskou unii z tendenčního přístupu k vyhodnocování situace a z nespravedlivého hodnocení činů gruzínské vlády, jež podle jeho názoru pozvedla terorismus na úroveň státní politiky.

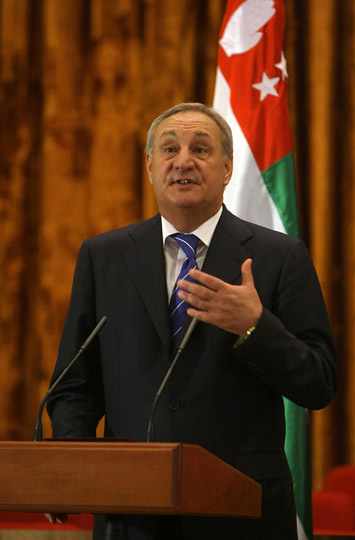
Bagapš při projevu v Suchumi z 12. srpna 2009

V létě 2009 však musel řešit politickou krizi, když Abcházii zasáhly protesty obyvatel a rezignoval tajemník bezpečnostní rady státu. Tato situace komplikovala naplánované prezidentské volby, jež se měly konat v prosinci téhož roku, do kterých Bagapš už v dubnu oznámil na tiskové konferenci v Moskvě, že využije své ústavní právo a bude se ucházet o druhý mandát. Navíc Gruzie zahájila námořní blokádu Abcházie, což Bagapš označil za pirátství, a dal pokyn abchazskému námořnictvu, aby na gruzínské lodě střílelo, pokud vplují do abchazských výsostných vod.
27. října téhož roku byl nominován svou stranou Jednotná Abcházie jako kandidát na prezidenta a jeho premiér Aleksandr Ankvab ze strany Aitaira byl nominován na post viceprezidenta. Poté, co se 18. listopadu Bagapšovi povedlo získat další podporu od Komunistické strany Abcházie, bylo jeho znovuzvolení již téměř jisté a získal podporu 59,37 % voličů. 13. prosince 2009 po svém znovuzvolení Bagapš prohlásil, že se inaugurace bude konat 12. února 2010 a proběhne rychle, skromně a bez pompézností. Rovněž prohlásil, že bude při svém druhém mandátu snažit o hlubší spolupráci s Ruskou federací, přičemž je připraveno k realizaci několik projektů jako zavedení nového plynovodu do Suchumi a další fáze rekonstrukce tratí abchazských železnic. Musel však čelit kritice, že rozprodává Rusům majetek abchazského národa. Gruzínský prezident Michail Saakašvili však volby označil za frašku a komedii v režii Moskvy.
12. února 2010 se tak stalo a k obhájení mandátu obdržel gratulace od ruského prezidenta Dmitrije Medvěděva. Už o pět dnů později Bagapš podepsal mezivládní dohodu o využití vojenské základny v Gudautě na území Abcházie ruskou armádou na dobu 49 let s možností prodloužení o dalších 15 let, jež byla předjednána už v září předešlého roku. Gruzie označila dohodu a přítomnost Rusů v Abcházii i Jižní Osetii za ruskou okupaci pětiny svého území. Byly rovněž podepsány dohody o tom, že se budou Rusové podílet na hlídání abchazských hranic.

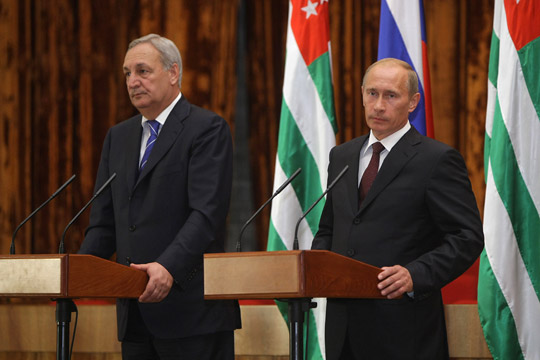
Bagapš s Vladimirem Putinem při jeho státní návštěvě Abcházie v srpnu 2009

V této době byla rovněž znovu otevřena otázka ohledně odprodeje nemovitostí gruzínských obyvatelů, kteří byli z Abcházie vyhnáni v letech 1992–1993. Bagapš uznal, že skutečně docházelo k ilegálnímu odprodeji ruským zájemcům, avšak osobně se zasadí o spravedlnost. Proto ustanovil komisi, do jejíhož čela se nominoval sám, a osobně dohlížel spolu s ruským ministrem zahraničí Lavrovem a přizvanými generálními prokurátory Abcházie a Ruska na námitky Gruzínů, z jejichž podnětu se záležitost vůbec začala řešit, a mnohé případy komise uzavřela jako opodstatněné a ex offo přiznala těmto Gruzínům vlastnictví nemovitosti nebo finanční kompenzaci. Bagapš také prohlásil, že budou gruzínským vyhnaným obyvatelům jejich nemovitosti vráceny až poté, co vláda Gruzie zaplatí Abcházii válečné reparace ve výši 13 miliard amerických dolarů (zhruba 250 miliard korun) za škody, které Gruzíni způsobili během války v Abcházii v letech 1992–1993. Již dříve Bagapš také odmítnul návrhy o urovnání gruzínsko-abchazského konfliktu, o nichž se v květnu 2008 hlasovalo v OSN, i které přednesl už v roce 2008 německý ministr zahraničí Frank-Walter Steinmeier, který jednostranně prosazoval návrat gruzínského obyvatelstva do Abcházie, což Bagapš označil za nepřijatelný návrh, který by pouze vyústil v další válku.

## Úmrtí

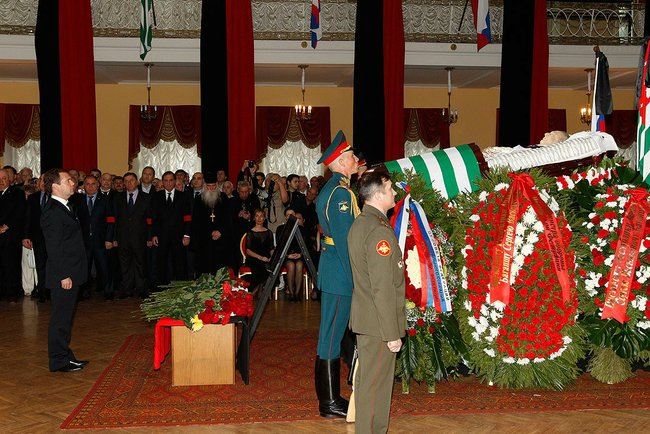
Pohřeb Sergeje Bagapše v Moskvě

V květnu 2011 mu však lékaři našli výrůstek na jedné z plic, takže musel do Moskvy podstoupit operaci, která byla provedena 21. května. Ačkoliv se výrůstek na plicích podařilo úspěšně odstranit, zemřel Sergej Bagapš 29. května v nemocnici v Moskvě na selhání srdce. Dva dny před úmrtím náhle nastaly pooperační komplikace a Bagapš upadl do bezvědomí. Po operaci totiž doktoři zjistili, že měl Bagapš kromě problému s plicí též rakovinu. Jeho úřad poté vykonával viceprezident Aleksandr Ankvab a do tří měsíců byly dle abchazské ústavy vypsány předčasné prezidentské volby. Suchumský primátor Alias Labachua poté navrhl, aby bylo Náměstí ústavy SSSR přejmenováno po Bagapšovi. Jeho návrh byl městskou radou přijat 26. ledna 2012.